# Ахурянський район
Ахуря́нський район — колишній район у складі Вірменії, після адміністративної реформи 1995 року увійшов до складу марзи Ширак. На сьогодні використовується лише в статистичних цілях.
Адміністративний центр району — село Ахурян.
Утворений 1937 року під назвою Дузкендський район, 1945 року перейменований в сучасну назву.
Район поділявся на 28 сільських рад: Азатанська (Азатан), Айгабацька (Айгабац), Айкаванська (Айкаван), Арапинська (Арапі), Аревіцька (Аревік), Аріхвалинська (?), Ахуріцька (Ахурік), Ахурянська (Ахурян), Ацицька (Ацик), Баяндурська (Баяндур), Беніамінська (Беніамін), Ваграмабердська (Ваграмаберд), Воскеаскська (Воскеаск), Гарібджанянська (Гарібджанян), Гетцька (Гетк), Джаджурська (Джаджур), Єразгаворська (Єразгаворс), Камоїнська (Камо), Капська (Капс), Карнутська (Карнут), Кетінська (Кеті), Маїсянська (Маїсян), Мармашенська (Мармашен), Мец-Саріарська (Мец-Саріар), Мусаєлянська (Мусаєлян), Овітська (Овіт), Ширацька (Ширак).
| Населення Ахурянського району               | Населення Ахурянського району | Населення Ахурянського району | Населення Ахурянського району | Населення Ахурянського району |
| ------------------------------------------- | ----------------------------- | ----------------------------- | ----------------------------- | ----------------------------- |
| Рік                                         |                               |                               | Населення                     |                               |
| 1989                                        | 1989                          |                               | 39000                         | 39000                         |
| 2002                                        | 2002                          |                               | 46200                         | 46200                         |
| 2003                                        | 2003                          |                               | 46234                         | 46234                         |
| 2004                                        | 2004                          |                               | 46047                         | 46047                         |
| 2005                                        | 2005                          |                               | 45971                         | 45971                         |
| 2006                                        | 2006                          |                               | 46025                         | 46025                         |
| 2007                                        | 2007                          |                               | 46156                         | 46156                         |
| 2008                                        | 2008                          |                               | 46316                         | 46316                         |
| 2009                                        | 2009                          |                               | 46523                         | 46523                         |
| 2010                                        | 2010                          |                               | 46661                         | 46661                         |
| 2011                                        | 2011                          |                               | 46791                         | 46791                         |
| 2012                                        | 2012                          |                               | 46952                         | 46952                         |
| Джерело: Статистичні дані за 2002–2012 роки |                               |                               |                               |                               |